# Łowiec czarniawy
Łowiec czarniawy (Machimus atricapillus), dawniej łowik czarniawy (Asilus atricapillus) – jeden z kilku gatunków owadów z rodzaju Machimus, obecnie nazywanych łowcami, dawniej włączanych do rodzaju Asilus.
WystępowanieWystępuje na obszarze Palearktyki i jest pospolity. Występuje zwykle na obrzeżach dróg i lasów, także na polach, łąkach. W Polsce najczęściej spotkać go można od czerwca do września. Preferuje miejsca nasłonecznione.
Budowa ciałaJest jednym z największych gatunków łowców, osiąga długość ciała do 23 mm. Odnóża ma wyposażone w liczne ciernie.  Odwłok smukły, u samic jest on wydłużony i zakończony zaostrzonym pokładełkiem.
Tryb życiaJest drapieżnikiem. Poluje z zasadzki, siedząc bez ruchu np. na płocie, gałęzi czy pniu drzewa. Poluje na owady różnej wielkości, na muchówki, koniki polne, pszczoły i osy. Przelatującego obok jego stanowiska owada atakuje błyskawicznie, w locie nakłuwając go kłujką i wstrzykując truciznę, która szybko zabija owada. Ze zdobyczą siada na czymś i wysysa ciało owada za pomocą silnego ryjka. Larwy rozwijają się na ziemi. Również są drapieżnikami – odżywiają się drobnymi bezkręgowcami.